# Frederick Richard Simms
Pour les articles homonymes, voir Simms.
Frederick Richard Simms (12 août 1863 – 22 avril 1944) est un ingénieur britannique, coureur automobile, pionnier de l'industrie automobile, fondateur de Daimler Motor Company en 1896, fondateur du Royal Automobile-Club de Grande-Bretagne en 1897.

## Biographie
Frederick Simms nait en 1863. Il grandit à Hambourg en Allemagne où il suit un apprentissage d'ingénieur. 
En 1889 Simms rencontre l'inventeur allemand Gottlieb Daimler dont il achète les droits d'utilisation de son invention : le moteur à combustion interne de la Daimler Motoren Gesellschaft pour le Royaume-Uni ce qui ouvre la voie de l'industrie automobile britannique. 
En 1893, Simms fonde la « Daimler Motor Syndicate », premier fabricant historique de moteurs au Royaume-Uni, qui fabrique en juin 1895 le modèle Evelyn Ellis, l'une des premières automobiles à essence du Royaume-Uni. 
En 1896 Simms fonde la Daimler Motor Company et le Royal Automobile-Club de Grande-Bretagne en 1897. 
En 1900, Simms acquiert les droits de brevet pour la vente à l'étranger des moteurs à essence Daimler et crée la « Simms Manufacturing Company Ltd ». En 1902 il fonde la « Society of Motor Manufacturers and Traders » (SMMT). En 1907, il fonde la « Magneto Simms Company Ltd » après qu'il eut obtenu les droits de fabrication d'allumage pour la Grande-Bretagne de Robert Bosch. 
Simms travaille sur l'allumage pour les voitures, les camions, des moteurs marins, invente les pare-chocs en caoutchouc, développe des véhicules agricoles, militaires, des armes et dispositifs aéronautiques...
En 1913, Simms fonde « Simms Motor Parts Ltd » qui devient le principal fournisseur d'allumage des forces armées de la Première Guerre mondiale.
Durant les années 1930, l'entreprise développe une série d'injecteurs pour moteur Diesel.
Durant la Seconde Guerre mondiale la société devient le principal fournisseur d'allumage pour les avions, chars et fournit également des dynamos, démarreurs, des lumières, pompes, buses, la bougie d'allumage et des bobines.
Frederick Richard Simms disparait le 22 avril 1944 à l'âge de 81 ans. 
L'usine d'East Finchley a continué à se développer après la guerre, pour finalement atteindre 28 000 m2 en rachetant de nombreuses autres entreprises. En 1968, « Simms Motor Units » est racheté par Lucas CAV puis perd progressivement des parts de marché jusqu'à sa fermeture en 1991.
Daimler Motor Company continue son activité jusqu'à ce jour après rachat par Jaguar, Ford puis et Tata Motors en 2008.